# 飞路塔
飞路塔位于中华人民共和国福建省霞浦县盐田畲族乡北洋村，是一座始建于明朝初期，由明教信众建造的造像塔建筑，也是霞浦县境内的明教遗存建筑之一。飞路塔曾在文化大革命时期被毁，但2003年被当地村民重建。2007年开始的第三次全国文物普查在霞浦县调研并发现飞路塔后，飞路塔先后于2010年、2013年入选第八批霞浦县文物保护单位，及第八批福建省文物保护单位。

## 历史
据塔上碑文的记载，飞路塔始建于明朝洪武六年（1374年），由当地明教信众所建。在当时，明太祖朱元璋已下过禁止明教的命令，但从两侧立柱上的落款来看，当时仍有公开募捐之案例，表明明教在当地仍有一定的群众基础。飞路塔建成后，在往后的将近600年间，历经了清朝、中华民国时期以及中华人民共和国的成立，至文化大革命时期，飞路塔遭到拆毁，构件被散落遗弃到数个地方。
2003年，当地村民自发在山中寻回塔构件，并于原址重建飞路塔，加建了一座混凝土质的平房和周边围墙来保护塔身。2007年—2011年间，飞路塔在第三次全国文物普查中被发现并被确认为明教遗存建筑，与同位于霞浦县的塔后三佛塔均被认定为研究世界摩尼教的具有意义的历史建筑。2010年，飞路塔入选第八批霞浦县文物保护单位，2013年，福建省人民政府将其公布为第八批省级文物保护单位。

## 建筑
飞路塔坐落在霞浦县西部岗头山脉与鸭池山过夹之处的公路边，坐北朝南，西可望见盐田乡政府驻地，东可远眺霞浦县城。塔身镶嵌在新建的泗洲佛亭中，为四角形单层石质造像塔，花岗岩质地，占地面积35.3平方米，单层，通高3米，塔基高0.95米、宽0.90米，塔身高0.90米、宽1.22米。塔龛上刻有“飞路塔四洲佛”六字，龛门左右为阴刻楷书的楹联，刻文与晋江草庵的内容极为相似，内侧刻有“清净光明、大力智慧”对联，外侧立柱刻有“时洪武甲寅年太岁一阳月吉日立，东峰兴惠山人秋圃宗玄募款造”字样，字径0.1米不等。龛内置三尊浅浮雕造像，中间一尊高0.6米的主祀佛像为摩尼光佛，佛像头部被毁，后用水泥修补；两旁小佛像高0.4米；龛前香炉名曰“天地炉”。塔左侧奉有土地公，塔右则为签室，签文诗句摩尼教性质不甚明显，但与草庵内的签诗有所类似。塔基侧边放置有一块长0.58米、宽0.3米、高0.2米的辉绿岩石构件，墙角立有来自霞浦北洋乡（即今北洋村）的信众所供奉的牌匾，屋外有几面信众所立的锦旗。